# Dobordali-patak
Dobordali-patak är ett vattendrag i Ungern.   Det ligger i provinsen Nógrád, i den nordvästra delen av landet, 50 km norr om huvudstaden Budapest.